# 美溪站
美溪站，位于中华人民共和国黑龙江省伊春市伊美区，是南乌铁路上的火车站，建于1943年，由哈尔滨铁路局管辖。

## 車站周邊
- 美溪第三希望小学
- 伊春市国土资源局美溪分局
- 美辰广场
- 伊春市社会保险事业管理局美溪分局
- 美溪区广播电视局
- 中国铁通美溪营业厅
- 中国农业银行美溪支行
- 中国移动美溪通河路指定专营店
- 美溪区第一小学
- 美溪区文化体育局
- 中国邮政储蓄银行美溪区营业所

## 歷史
- 建于1943年。